# Nyboholms bruk
Nyboholms bruk är ett pappersbruk strax nedströms Kvillsfors i Vetlanda kommun.
Nyboholm var ursprungligen ryttaretorpet Kvillö under Ryds by i Kalmar län, under 1700-talet en självständig gård, som namnändrades till  Nyboholm under 1800-talet. Den överfördes under 1900-talet till Jönköpings län.

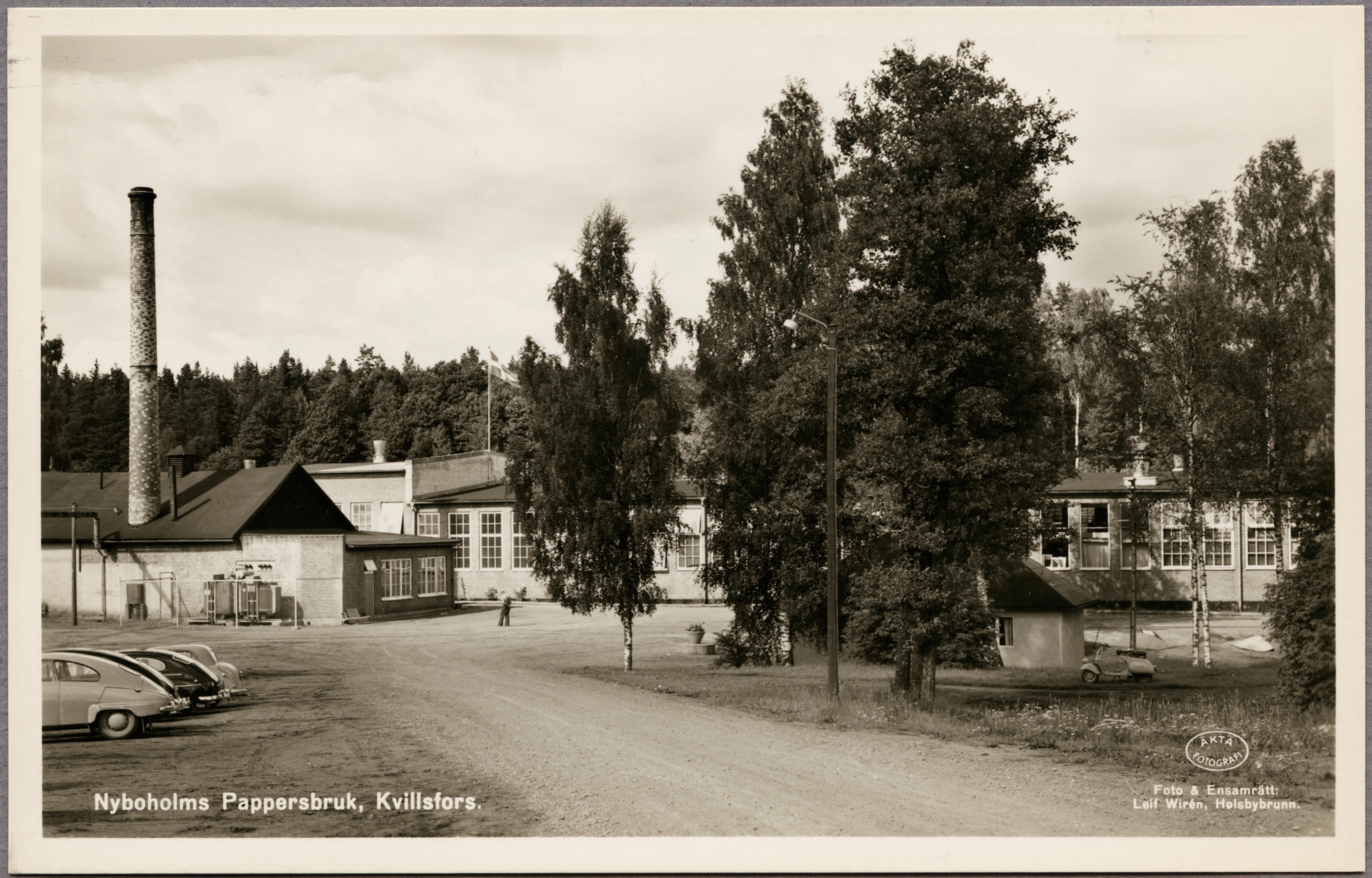
Bruket ca 1950.

Byggmästaren Carl-August Olsson, som också var ägare till Pauliströms bruk, grundade 1900 Nyboholms bruk som träsliperi och pappersbruk vid Emån. Namnet Nyboholms AB inregistrerades 1901.
Fabriken är idag en pappersfabrik, som tillverkar mjukpapper av inköpt pappersmassa. Den har två pappersmaskiner och två konverteringslinjer. Antalet anställda 2016 var 76. Bruket ingår, liksom närbelägna Pauliströms bruk, numera i Metsä Tissue AB.

## Ägande
- 1906–36 Firma Lindelöv & Brunius (konsul Thorsten Brunius, död 1936), vd och huvudägare
- 1936– Gomer Thorstensson Brunius, son till Thorsten Brunius
- 1966–75 Klippans finpapper
- 1975–87 Mo och Domsjö AB
- 1987–89 Holmen Hygien
- 1989– Metsä-Serla, numera Metsä Tissue